# Izak van der Merwe
Izak van der Merwe (ur. 26 stycznia 1984 w Johannesburgu) – południowoafrykański tenisista, reprezentant w Pucharze Davisa.

## Kariera tenisowa
Jako zawodowy tenisista występował w latach 2005–2014.
W 2008 roku van der Merwe zakwalifikował się do turnieju głównego Wimbledonu. W kwalifikacjach pokonał Frédérica Niemeyera, Kristiana Plessa oraz Miguela Ángela López Jaéna. W 1 rundzie turnieju głównego uległ Guillermo Garcii-Lópezowi 5:7, 2:6, 2:6. Był to pierwszy wielkoszlemowy występ w drabince głównej dla reprezentanta RPA.
W swoim dorobku van der Merwe ma 3 triumfy w zawodach kategorii ATP Challenger Tour. W lutym 2011 roku osiągnął swój najlepszy rezultat w turnieju rangi ATP World Tour, podczas zawodów w Johannesburgu. Po pokonaniu Stéphane Roberta, Dustina Browna oraz Simona Greula dotarł do półfinału, gdzie przegrał z Somdevem Devvarmanem 2:6, 4:6.
W latach 2006–2012 reprezentował RPA w Pucharze Davisa. Rozegrał 22 pojedynki, odnosząc 11 zwycięstw.
W rankingu gry pojedynczej najwyżej był na 113. miejscu (1 sierpnia 2011), a w klasyfikacji gry podwójnej na 94. pozycji (18 lipca 2011).

### Zwycięstwa w turniejach ATP Challenger Tour w grze pojedynczej
| Końcowy wynik | Nr | Data | Turniej          | Nawierzchnia  | Przeciwnik    | Wynik finału     |
| ------------- | -- | ---- | ---------------- | ------------- | ------------- | ---------------- |
| Zwycięzca     | 1. | 2010 | Campos do Jordão | Twarda        | Ricardo Mello | 7:6(6), 6:3      |
| Zwycięzca     | 2. | 2011 | Johannesburg     | Twarda        | Rik de Voest  | 6:7(2), 7:5, 6:3 |
| Zwycięzca     | 3. | 2011 | Charlottesville  | Twarda (hala) | Jesse Levine  | 4:6, 6:3, 6:4    |